# Паранайгуара
Паранайгуара (порт. Paranaiguara) — муниципалитет в Бразилии, входит в штат Гояс. Составная часть мезорегиона Юг штата Гойас. Входит в экономико-статистический микрорегион Киринополис. Население составляет 8719 человек на 2006 год. Занимает площадь 1153,786 км². Плотность населения — 7,6 чел./км².

## История
Город основан 26 июня 1953 года. 

## Статистика
- Валовой внутренний продукт на 2003 год составляет 46 474 962,00 реалов (данные: Бразильский институт географии и статистики).
- Валовой внутренний продукт на душу населения на 2003 год составляет 5482,48 реала (данные: Бразильский институт географии и статистики).
- Индекс развития человеческого потенциала на 2000 год составляет 0,751 (данные: Программа развития ООН).